# Zeche Rauensiepen
Die Zeche Rauensiepen ist ein ehemaliges Steinkohlenbergwerk in Essen-Heisingen. Das Bergwerk war auch unter den Namen Zeche Rauhensiepen und Zeche Raue Siepen bekannt. Vor dem Jahr 1800 wurde das Bergwerk auch Zeche Tutenbank genannt. Später erhielt das Bergwerk auch den Namen Zeche Wolfsdelle.

## Bergwerksgeschichte
Im Jahr 1773 wurde die Konzession erteilt. Am 25. Januar desselben Jahres erfolgte die Belehnung durch den Abt von Werden. Der anschließende Abbau erfolgte im Flöz Finefrau. Um das Jahr 1780 wurde bereits im Unterwerksbau mittels Gesenken abgebaut. Im Jahr 1802 war das Bergwerk Oberste Rauensiepen ebenfalls in Betrieb, jedoch blieben beide Betriebe eigenständig. In diesem Jahr wurden von der Zeche Rauensiepen pro Tag 120 Ringel Steinkohle gefördert. Im Jahr 1817 wurde ein Tagetrieb erstellt. Im Jahr 1820 wurde erneut mit dem Abbau begonnen. Es waren vier Bergleute auf dem Bergwerk beschäftigt. Im Jahr 1826 wurden 134.678 Scheffel Steinkohle gefördert. Im Jahr 1830 förderten zehn Bergleute 62.225 Scheffel Steinkohle. Im darauffolgenden Jahr war das Bergwerk zwar noch in Betrieb, die Lagerstättenvorräte waren zu diesem Zeitpunkt bereits fast abgebaut. Im Jahr 1832 war der Tagetrieb Wilhelm in Förderung. Danach wurde das Bergwerk lange Zeit nicht mehr in den Unterlagen erwähnt. Im Laufe des Jahres 1859 konsolidierte die Zeche Rauensiepen mit weiteren Bergwerken zur Zeche Vereinigte Flaßdorf.